# François-Antoine Habeneck

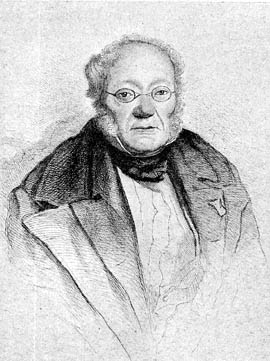
François-Antoine Habeneck

François-Antoine Habeneck [abˈnɛk] (* 22. Januar 1781 in Charleville-Mézières; † 8. Februar 1849 in Paris) war ein französischer Violinist, Komponist und  Dirigent.

## Leben und Wirken
Habeneck, Sohn des in Mannheim gebürtigen Geigers und Militärmusikers Adam Abneck, war ein Schüler Pierre Baillots am Pariser Konservatorium. Er arbeitete zuerst als Violinist an der Opéra-Comique und war gleichzeitig Konzertmeister an der Pariser Oper. Zwischen 1806 und 1815 dirigierte Habeneck zahlreiche Konservatoriumskonzerte. Um 1828 übertrug man ihm die Leitung der neu gegründeten Gesellschaft Société des concerts du Conservatoire. 1821 wurde er zum Leiter der Grand Opéra de Paris ernannt, in dieser Funktion blieb er drei Jahre. Von 1824 bis 1846 war er Kapellmeister des Hauses.
1825 erhielt Habeneck eine Professur für Violine am Pariser Konservatorium. Dieser Berufung blieb er 23 Jahre treu. Bekannte Schüler waren Édouard Lalo, Hubert Léonard und Jean-Delphin Alard.
Sein kompositorisches Werk ist an der Schwelle zur Romantik anzusiedeln. Es umfasst zwei Violinkonzerte, drei konzertante Duos für zwei Violinen, zahlreiche Werke für Violine, Variationen für Streichquartette sowie Orchestervariationen.
Habeneck machte sich mit der Verbreitung von Beethovens sinfonischem Werk in Frankreich einen Namen. Die Aufführungen der acht ersten Sinfonien leitete er ausschließlich vom Konzertmeisterpult, aus der Geigenstimme und nicht aus der Partitur. Trotz einer gewissen Rivalität zu seinem Zeitgenossen Hector Berlioz leitete Habeneck mehrere Uraufführungen von dessen Werken, unter anderem von seinem berühmtesten Werk, der Symphonie fantastique.
Der Komponist Joseph Habeneck und der Geiger Corentin Habeneck waren Brüder François-Antoine Habenecks.